# Конрад, Лорен
Ло́рен Кэ́трин Ко́нрад (англ. Lauren Katherine Conrad; 1 февраля 1986, Лагуна-Бич, Калифорния, США) — американская телевизионная персона, модельер и писательница. Известна по участию в реалити-шоу MTV Laguna Beach: The Real Orange County и The Hills.

## Биография
В течение последнего года в средней школе, Конрад участвовала в реалити-шоу MTV Laguna Beach: The Real O.C. После окончания она посещала Университет академии искусств в Сан-Франциско в течение одного семестра. В течение второго сезона Laguna Beach: The Real O.C. она вернулась домой и начала заниматься в местном колледже. Затем она перевелась в Институт Дизайна и Мерчендайзинга.
Первый сезон The Hills стартовал на MTV в мае 2006. Эти серии показывают работу Конрад в Teen Vogue наряду с её жизнью и жизнями её друзей, включая тогдашнюю соседку Хайди Монтаг.
MTV возобновил второй сезон The Hills, который снимался с позднего лета 2006 до февраля 2007. На протяжении этого времени дружба между Конрад и Монтаг ухудшалась в то время как Монтаг проводила все больше и больше времени со своим новым молодым человеком Спенсером Праттом. К февралю 2007 Одрина Патридж, другое действующее лицо в The Hills, заменила Монтаг как соседку Конрад, после того как Монтаг переехала в отдельные апартаменты вместе с Праттом, фактически окончив этим дружбу.
Третий сезон начался 13 августа 2007 в США. Отношения между Лорен и Хайди так же быстро накалились как и завертелись слухи между сезонами. Хайди была возможно виновата в слухах, которые помогли укрепиться прежним чувствам Лорен к её бывшей лучшей подруге. На протяжении всех слухов Лорен и Броди начали сближаться до тех пор как она получила свой второй шанс поехать в Париж с Teen Vogue. Хотя когда она вернулась, Броди нашёл другую девушку. Одрина начала проводить больше времени с Джастином Бобби с их отношениями «время от времени». Конрад и Лорен «Ло» Босворт начали говорить о совместном переезде, но они хотели третью соседку в дом, который они нашли. Они спросили Одрину и она согласилась. Концом сезона был переезд девочек в дом в Голливуде.
Серии четвёртого сезона начали показывать 18 августа в США.
В июне 2009 года, Лорен выпустила свой первый роман, L.A. Candy. На основании личной жизни Лорен написан автобиографический роман о 19-летней девушке, которая переезжает в Лос-Анджелес и становится звездой в телевизионном реалити-шоу. Второй роман Лорен, Sweet Little Lies вышел в феврале 2010 года.

## Личная жизнь
С 13 сентября 2014 года Конрад замужем за юристом Уильямом Теллом, с которым она встречалась 2 года до их свадьбы. У супругов есть два сына — Лиам Джеймс Телл (род. 05.07.2017) и Чарли Вулф Телл (род. 08.10.2019).

## Фильмография
| Год       |   | Русское название        | Оригинальное название | Роль              |
| --------- | - | ----------------------- | --------------------- | ----------------- |
| 2006—2009 | с | Гриффины                | Family Guy            | в роли самой себя |
| 2007      | ф | Очень эпическое кино    | Epic Movie            | в роли самой себя |
| 2011      | ф | Лучшие друзья и ребёнок | Life Happens          | в роли самой себя |

## Номинации и награды
- В 2006, 2007, 2008 и 2009 годах получала премию Teen Choice Awards в категории Choice TV: Female Reality/Variety Star. В 2010 году также была номинирована на неё.